# Beaucamps-Ligny
Pour les articles homonymes, voir Beaucamps (homonymie) et Ligny.
Beaucamps-Ligny est une commune française située dans le département du Nord, en région Hauts-de-France. Elle fait partie de la Métropole européenne de Lille.

## Géographie

### Description

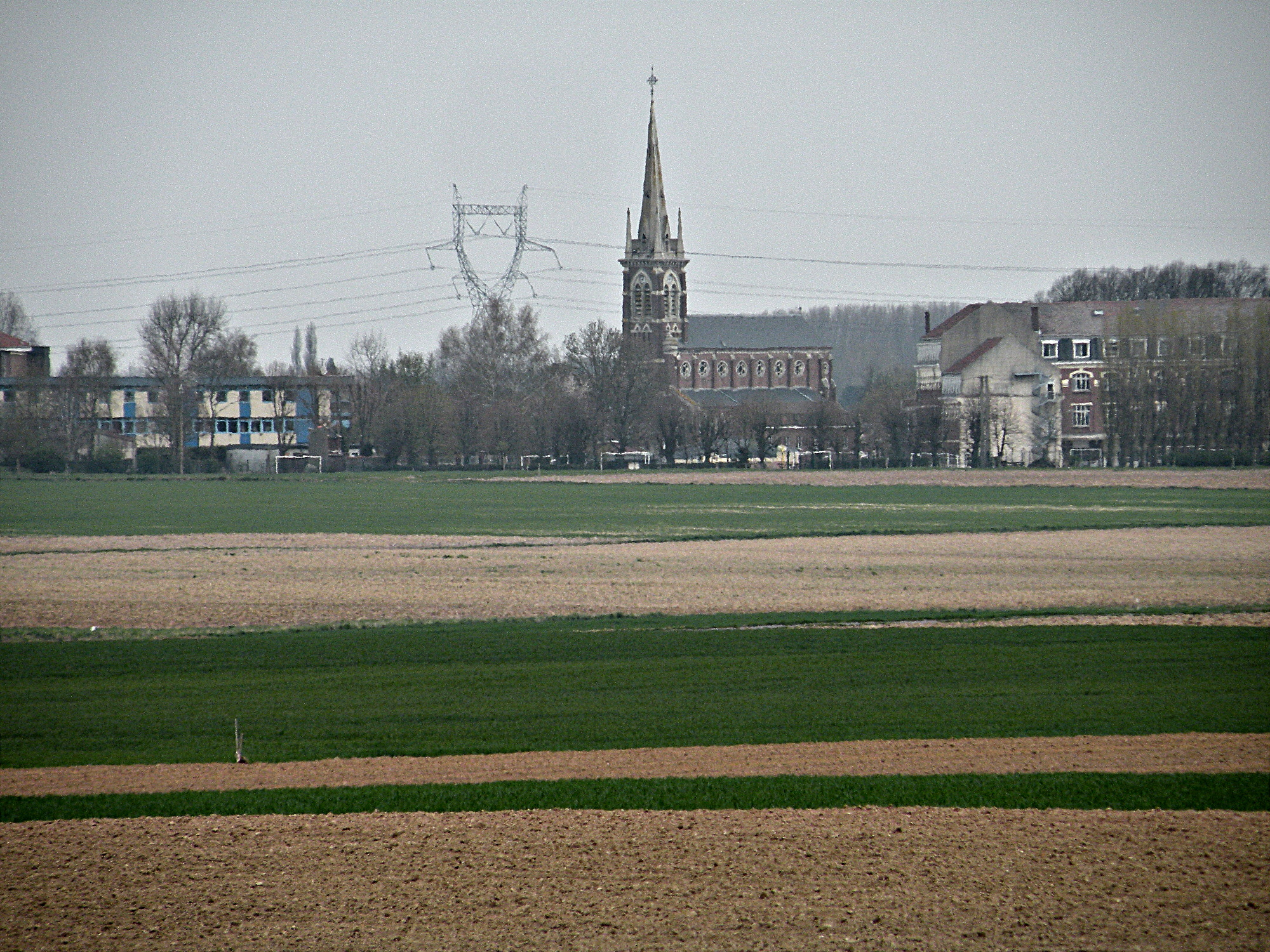
Panorama du bourg.

Beaucamps-Ligny est un bourg périurbain  du pays des Weppes en Flandre romane situé à 10 km à l'ouest de Lille  (13,5 km par la route), 10 km au sud d'Armentières et de la frontière franco-belge, 27 km d'Ypres, 21 km de Béthune, 21 km au nord de Lens
Plusieurs ruisseaux intermittents drainent la commune.

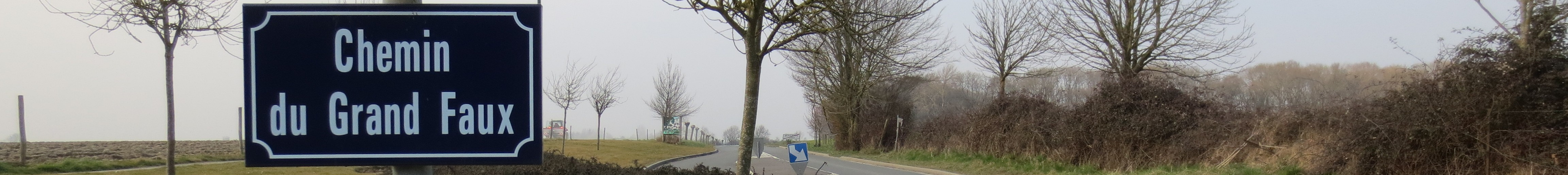
Vue panoramique de Beaucamps-Ligny

### Communes limitrophes
| Le Maisnil        | Radinghem-en-Weppes | Escobecques                                |
| Fournes-en-Weppes | Beaucamps-Ligny     | Erquinghem-le-Sec Hallennes-lez-Haubourdin |
| Fournes-en-Weppes | Wavrin              | Santes                                     |

### Hydrographie

#### Réseau hydrographique
La commune est située dans le bassin Artois-Picardie. Elle est drainée par le Beaucamps-Ligny, le Hameau de Brulle, le ruisseau du Pont des planques, les Moulins et divers autres petits cours d'eau,.

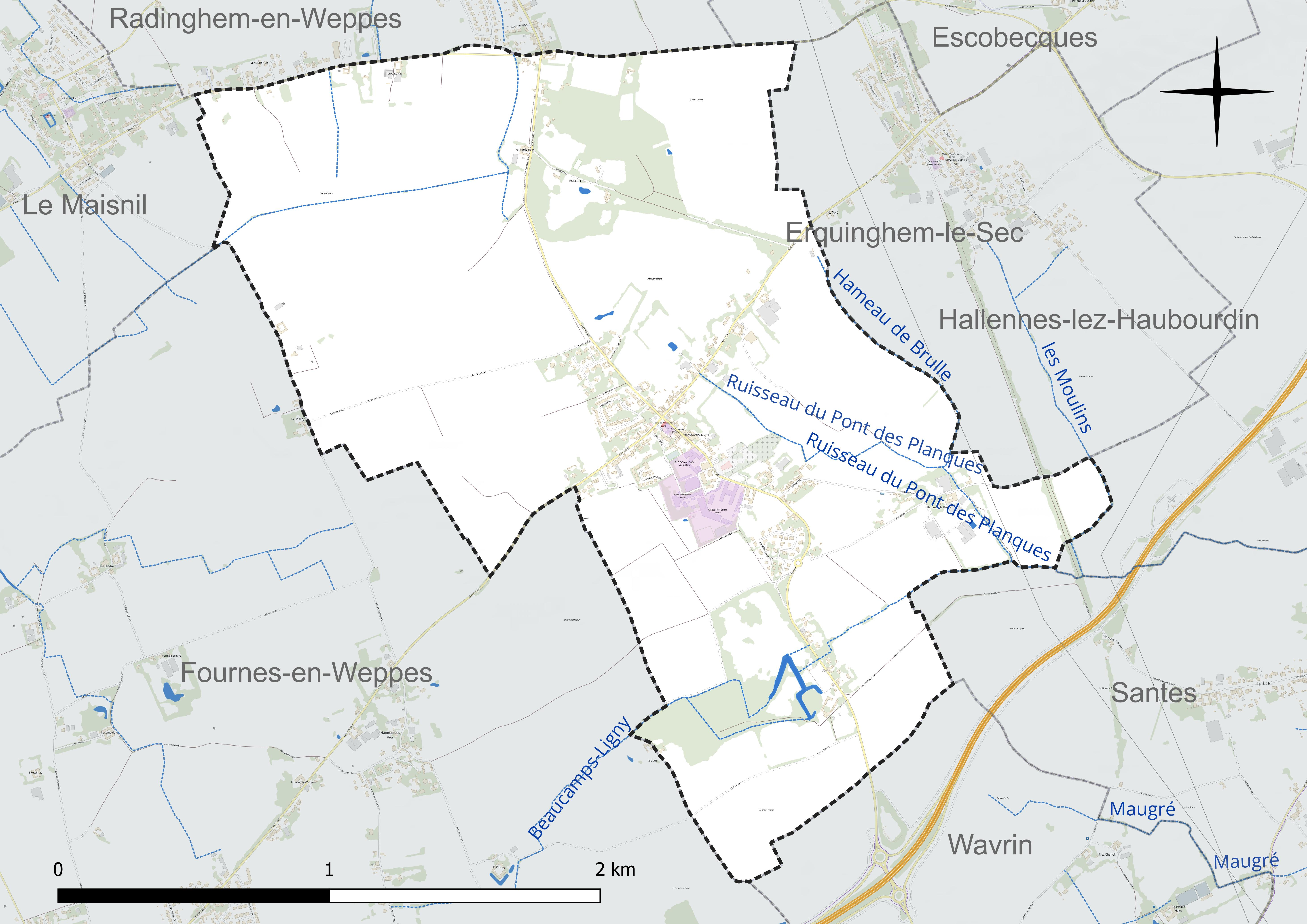
Réseau hydrographique de Beaucamps-Ligny.

#### Gestion et qualité des eaux
Le territoire communal est couvert par le schéma d'aménagement et de gestion des eaux (SAGE) « Marque Deûle ». Ce document de planification concerne un territoire de 1 120 km2 de superficie, délimité par les bassins versants de la Marque et de la Deûle, formant une vaste cuvette sédimentaire de 40 km de long et de 25 km de large, où la pente est très faible. Le périmètre a été arrêté le 2 décembre 2005 et le SAGE proprement dit a été approuvé le 9 mars 2020. La structure porteuse de l'élaboration et de la mise en œuvre est la Métropole européenne de Lille.
La qualité des cours d'eau peut être consultée sur un site dédié géré par les agences de l'eau et l'Agence française pour la biodiversité.

### Climat
Pour des articles plus généraux, voir Climat des Hauts-de-France et Climat du Nord.
En 2010, le climat de la commune est de type climat océanique dégradé des plaines du Centre et du Nord, selon une étude du CNRS s'appuyant sur une série de données couvrant la période 1971-2000. En 2020, Météo-France publie une typologie des climats de la France métropolitaine dans laquelle la commune est exposée à un climat océanique et est dans la région climatique Nord-est du bassin Parisien, caractérisée par un ensoleillement médiocre, une pluviométrie moyenne régulièrement répartie au cours de l'année et un hiver froid (3 °C).
Pour la période 1971-2000, la température annuelle moyenne est de 10,5 °C, avec une amplitude thermique annuelle de 14,1 °C. Le cumul annuel moyen de précipitations est de 697 mm, avec 12,4 jours de précipitations en janvier et 9,2 jours en juillet. Pour la période 1991-2020, la température moyenne annuelle observée sur la station météorologique la plus proche, située sur la commune de Lesquin à 14 km à vol d'oiseau, est de 11,3 °C et le cumul annuel moyen de précipitations est de 740,0 mm,. Pour l'avenir, les paramètres climatiques de la commune estimés pour 2050 selon différents scénarios d'émission de gaz à effet de serre sont consultables sur un site dédié publié par Météo-France en novembre 2022.

## Urbanisme

### Typologie
Au 1er janvier 2024, Beaucamps-Ligny est catégorisée bourg rural, selon la nouvelle grille communale de densité à sept niveaux définie par l'Insee en 2022.
Elle est située hors unité urbaine. Par ailleurs la commune fait partie de l'aire d'attraction de Lille (partie française), dont elle est une commune de la couronne,. Cette aire, qui regroupe 201 communes, est catégorisée dans les aires de 700 000 habitants ou plus (hors Paris),.

### Occupation des sols
L'occupation des sols de la commune, telle qu'elle ressort de la base de données européenne d'occupation biophysique des sols Corine Land Cover (CLC), est marquée par l'importance des territoires agricoles (88,6 % en 2018), en diminution par rapport à 1990 (92,6 %). La répartition détaillée en 2018 est la suivante : 
terres arables (78,1 %), zones urbanisées (11,4 %), zones agricoles hétérogènes (10,5 %). L'évolution de l'occupation des sols de la commune et de ses infrastructures peut être observée sur les différentes représentations cartographiques du territoire : la carte de Cassini (XVIIIe siècle), la carte d'état-major (1820-1866) et les cartes ou photos aériennes de l'IGN pour la période actuelle (1950 à aujourd'hui).

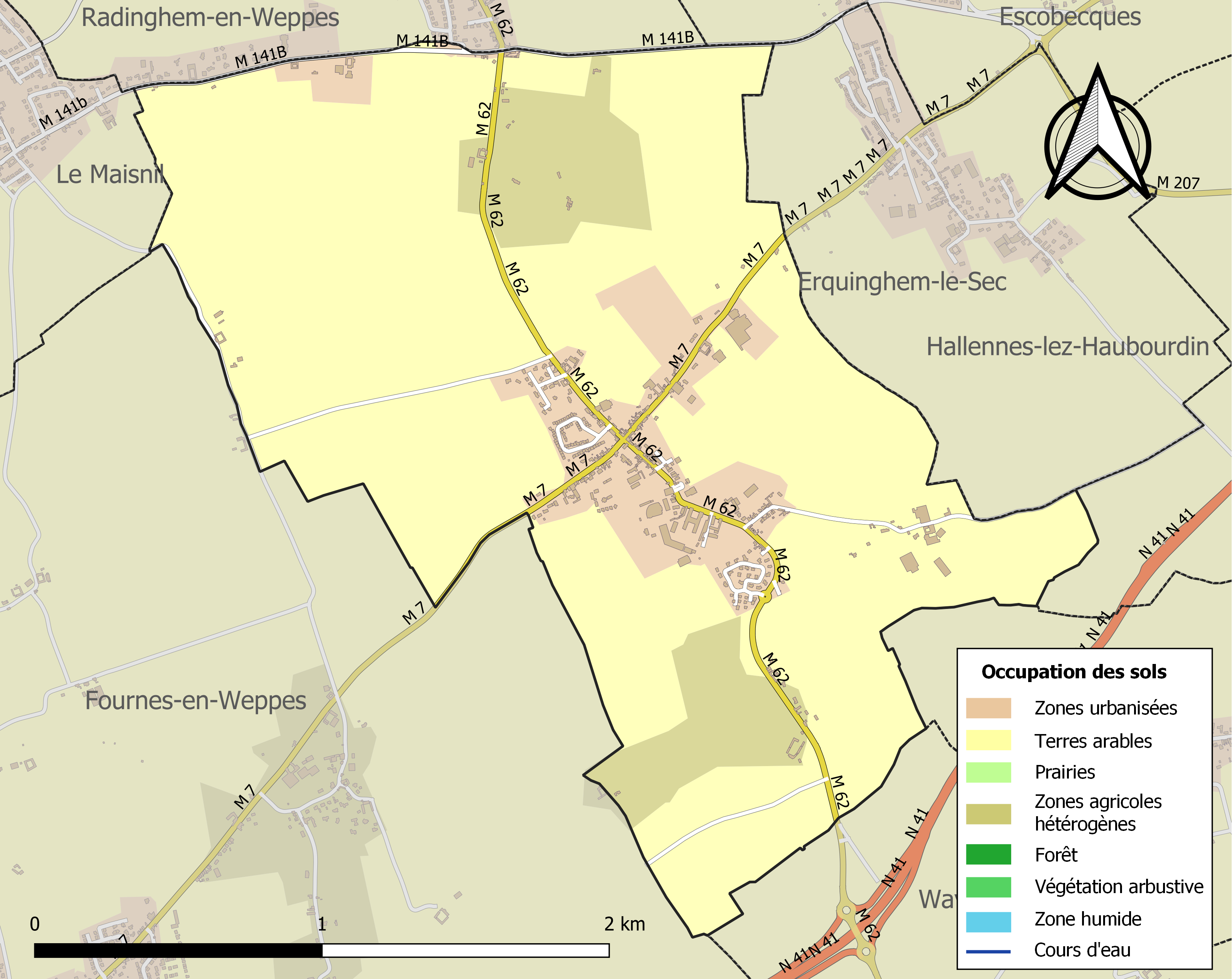
Carte des infrastructures et de l'occupation des sols de la commune en 2018 (CLC).

### Habitat et logement
En 2019, le nombre total de logements dans la commune était de 346, alors qu'il était de 325 en 2014 et de 311 en 2009.
Parmi ces logements, 93 % étaient des résidences principales, 0,6 % des résidences secondaires et 6,4 % des logements vacants. Ces logements étaient pour 93,1 % d'entre eux des maisons individuelles et pour 5,4 % des appartements.
Le tableau ci-dessous présente la typologie des logements à Beaucamps-Ligny en 2019 en comparaison avec celle du Nord et de la France entière. Une caractéristique marquante du parc de logements est ainsi une proportion de résidences secondaires et logements occasionnels (0,6 %) inférieure à celle du département (1,6 %) mais supérieure à celle de la France entière (9,7 %). Concernant le statut d'occupation de ces logements, 82,3 % des habitants de la commune sont propriétaires de leur logement (81,5 % en 2014), contre 54,7 % pour le Nord et 57,5 pour la France entière.
| Typologie                                               | Beaucamps-Ligny | Nord | France entière |
| ------------------------------------------------------- | --------------- | ---- | -------------- |
| Résidences principales (en %)                           | 93              | 90,6 | 82,1           |
| Résidences secondaires et logements occasionnels (en %) | 0,6             | 1,6  | 9,7            |
| Logements vacants (en %)                                | 6,4             | 7,8  | 8,2            |

### Voies de communication et transports
La commune est desservie, en 2023, par les lignes 64, 236, 928, 929, 933 et 934 ainsi que par les lignes de transport à la demande 22R, 25R, 29R et 64R du réseau Ilévia.

## Toponymie

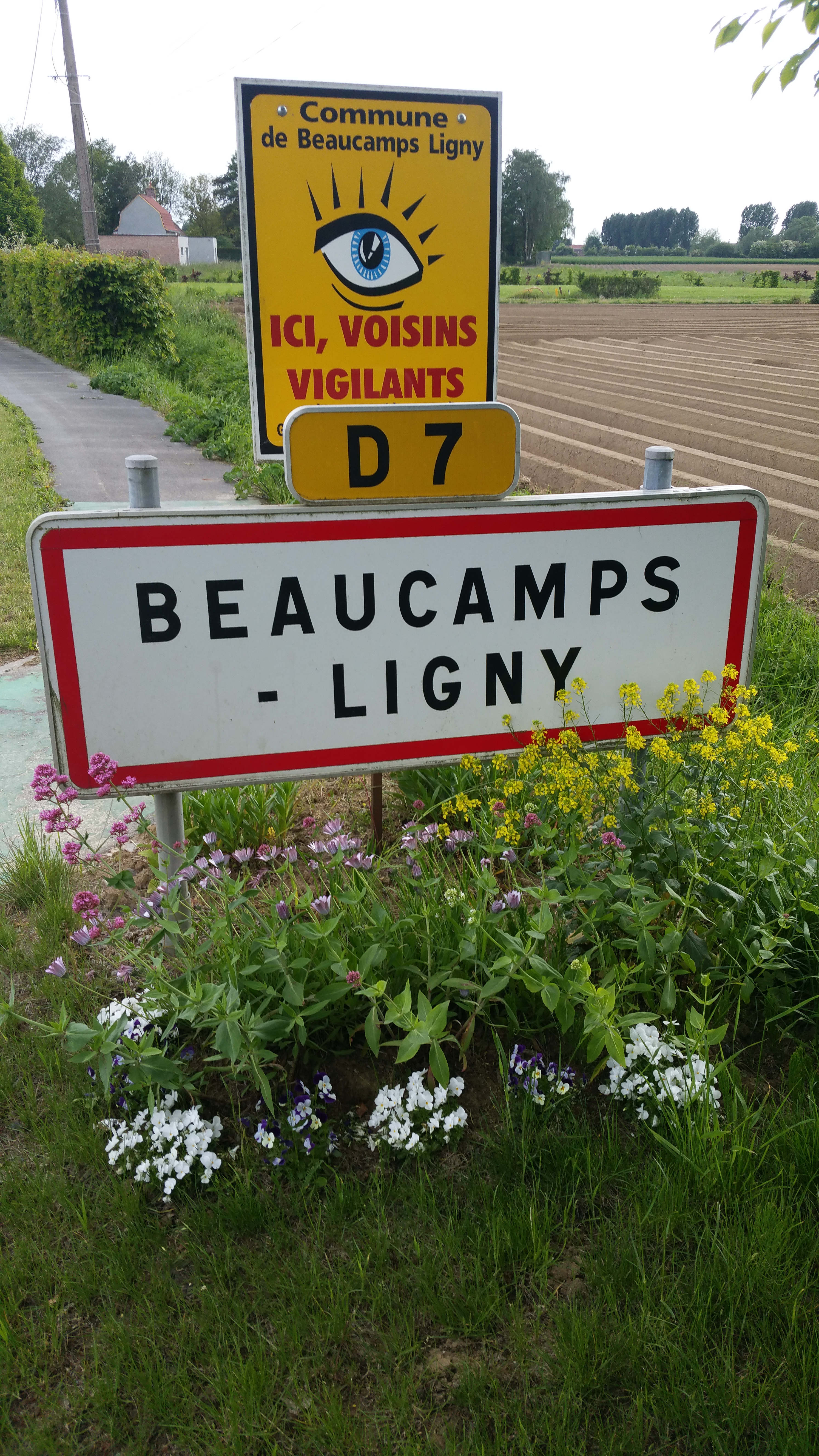

La détermination de l'origine des noms de lieux n'est pas souvent aisée. Ici, Beaucamps serait en partie d'origine Picarde puisque le terme "camps" correspond à "champs" en français. Par contre, "Beau" est orthographié en Français ; en Picard, il aurait été orthographié "Biau".
Noms anciens pour Beaucamps : documents divers : Bellocampus (Gallo Flandria)
Pour Ligny, le suffixe "y" correspond à la demeure, au domaine, à la propriété d'une personne. Noms anciens pour Ligny : 1168 : Latiniaco, cartulaire de l'abbaye de Loos ; 1174 : Laniaco, id. Le nom désignerait la demeure ou la propriété du Romain Latinius, occupant du lieu.

## Histoire

### Avant laRévolution française
Une légende veut qu'en 1164, Thomas Becket, archevêque de Cantorbéry, se soit arrêté à Beaucamps dans sa fuite du roi d'Angleterre. La légende est tenace puisqu'une relique de la tasse dans laquelle il aurait bu est conservée. Les historiens démentent pourtant formellement son passage dans la commune alors qu'il partait se réfugier à Pontigny.
Beaucamps et Ligny figurent dans les cartes du XIe siècle.

### Époque contemporaine
Ignace-Joseph Breckvelt (1740-1813), né à Lille en janvier 1740, est curé de Beaucamp au moment de la Révolution française. Poursuivi par les révolutionnaires le 2 mai 1792, il se réfugie à la municipalité de Lille qui lui établit un passeport de vingt-quatre heures pour aller se réfugier à Menin. n'étant pas rentré, il est porté sur la liste des émigrés le 30 août 1793 et ses biens sont confisqués. Il prête serment de fidélité à la Constitution devant le maire de Beaucamp le 20 floréal an X (10 mai 1802), ce qui lui vaut d'être rayé de la liste des émigrés le 6 brumaire an XI (28 octobre 1802). Il meurt curé de Loos le 2 février 1813, à 73 ans.
En 1832, la comtesse Henry de la Grandville (belle-fille par alliance de la famille de Flandres) née Marie-Caroline de Beauffort (1793-1865) fait venir les Sœurs de l'Enfant-Jésus pour soigner une épidémie de choléra ; en 1842 elle fait venir les frères Maristes pour fonder une école. Les deux écoles fusionnent en 1976 pour donner naissance à l'Institution Sainte-Marie qui accueille en 2007 plus de 2 750 élèves.
Beaucamps est desservie de 1884 à 1937 par la gare de Beaucamps-Erquinghem sur la ligne de Wavrin à Armentières, favorisant les déplacements des personnes et le transport des marchandises. La rue de la Gare rappelle cette desserte.
Durant la première guerre mondiale, le château de Ligny est occupé par les troupes allemandes et tout particulièrement par l'armée bavaroise. Dès le 27 octobre 1914 il sert de quartier général au commandement général de la XIIIème armée dirigée par le général von Oppeln et composée, entre autres, des fameux Uhlans bavarois et Wurtembougeois et voit passer dans ses murs Rupprecht de Bavière, prince héritier de Bavière à la fin de 1915. Éloigne du front, il sert par la suite et jusqu'au second semestre de 1918 de cantonnement aux différents régiments de réserve de la 6e armée bavaroise. Devant l'avance alliée d'août 1918, la retraite allemande se fait rapidement. Le château est riche des documents qui ne peuvent tomber aux mains de l'ennemi. Ne pouvant les transporter le commandement allemand ordonne la destruction du château.
Le marquis de Venevelles, ayant reçu des dommages de guerre prévoit en 1920 une reconstruction du château ainsi que de la ferme et de l'église adjacentes. Seule la ferme "Perche" est reconstruite.
À la fin de la Première Guerre mondiale, il ne reste plus que 34 habitants à Ligny. Son maire, René Delesalle, maire de Ligny-en-Weppes, propose au village de Beaucamps de fusionner les deux communes et demande au préfet du Nord leur rattachement, qui est décidé en 1927, donnant naissance à  Beaucamps-Ligny.

## Politique et administration

### Situation administrative
En 1927 Beaucamps fusionne avec Ligny et devient Beaucamps-Ligny

#### Rattachements administratifs
La commune se trouve dans l'arrondissement de Lille du département du Nord.
Elle faisait partie depuis 1793 à 1982 du canton d'Haubourdin, année où elle intègre le canton de Lomme. Dans le cadre du redécoupage cantonal de 2014 en France, cette circonscription administrative territoriale a disparu, et le canton n'est plus qu'une circonscription électorale.

#### Rattachements électoraux
Pour les élections départementales, la commune fait partie depuis 2014 du canton de Lille-6
Pour l'élection des députés, elle fait partie de la onzième circonscription du Nord.

### Intercommunalité
Beaucamps-Ligny est membre de la Métropole européenne de Lille, un établissement public de coopération intercommunale (EPCI) à fiscalité propre créé en 1967 sous le statut de communauté urbaine et transformée en métropole en 2015, et auquel la commune a transféré un certain nombre de ses compétences, dans les conditions déterminées par le code général des collectivités territoriales.

### Liste des maires
| Période                                  | Période                       | Identité                                 | Étiquette | Qualité                                                                     |
| ---------------------------------------- | ----------------------------- | ---------------------------------------- | --------- | --------------------------------------------------------------------------- |
| Les données manquantes sont à compléter. |                               |                                          |           |                                                                             |
| 1800                                     | 1808                          | Arnoult Joseph Lallemand                 |           |                                                                             |
| 1808                                     | 1821                          | Augustin Joseph Premesques               |           |                                                                             |
| 1821                                     | 1830                          | M. Bide de la Granville                  |           | Comte                                                                       |
| 1830                                     | 1834                          | Charles Augustin Joseph Premesques       |           |                                                                             |
| 1834                                     | 1861                          | Pierre François Delesalle                |           |                                                                             |
| 1861                                     | 1885                          | Adolphe Hubert Joseph Premesques         |           |                                                                             |
| 1885                                     | 1882                          | Henri Joseph Lemesre                     |           |                                                                             |
| 1892                                     | 1925                          | Alphonse Jean Baptiste Joseph Desbonnets |           |                                                                             |
| 1925                                     | 1939                          | Charles Lictevout                        |           |                                                                             |
| 1939                                     | 1940                          | Jules Desbonnets                         |           |                                                                             |
| 1940                                     | 1947                          | Narcisse Beharel                         |           |                                                                             |
| 1947                                     | 1965                          | Alexandre Desbonnets                     |           |                                                                             |
| 1965                                     | 1989                          | André Courtois                           |           |                                                                             |
| 1989                                     | 1995                          | Jean-Marc Betchem                        |           |                                                                             |
| 1995                                     | avril 2014                    | Frédéric Motte                           |           | Chef d'entreprises Président du Medef Nord Pas-de-Calais et Lille Métropole |
| avril 2014                               | En cours (au 2 décembre 2020) | Catherine Lefebvre                       |           | Réélu pour le mandat 2020-2026                                              |

| Période                                  | Période | Identité                                          | Étiquette | Qualité                                  |
| ---------------------------------------- | ------- | ------------------------------------------------- | --------- | ---------------------------------------- |
| Les données manquantes sont à compléter. |         |                                                   |           |                                          |
| 1791                                     |         | Marie Alexandre Joseph Lefebvre de Lattre         |           | Châtelain de Ligny                       |
| Les données manquantes sont à compléter. |         |                                                   |           |                                          |
| 1800                                     | 1809    | Marie Alexandre Joseph Lefebvre de Lattre         |           | Ancien émigré Châtelain de Ligny         |
| 1809                                     | 1814    | Marie Louis Ignace Cardon de Garsignies           |           | Châtelain de Ligny                       |
| 1814                                     | 1833    | Charlemagne Premesques                            |           |                                          |
| 1833                                     | 1848    | Pierre André Joseph Ridon                         |           |                                          |
| 1848                                     | 1860    | Eugène Louis Joseph Waymel                        |           |                                          |
| 1860                                     | 1886    | Louis, Ignace Joseph Anatole Cardon de Garsignies |           |                                          |
| 1886                                     | 1892    | Alfred Joseph Waymel                              |           |                                          |
| 1892                                     | 1914    | Herbert de Venevelles                             |           | Marquis de Venevelles Châtelain de Ligny |
| Les données manquantes sont à compléter. |         |                                                   |           |                                          |
| 1925                                     | 1927    | René Delesalle                                    |           |                                          |

## Équipements et services publics

### Enseignement
Beaucamps-Ligny relève de l'académie de Lille.
L'école communale du Tulipier jouxte la mairie.
L'établissement scolaire privé dénommé Institution Sainte Marie fondé en 1842 par une communauté de Frères Maristes comprend une école maternelle, une école primaire, un collège, un lycée général et des classes préparatoires PCSI. Cette institution regroupe environ 3000 élèves venant du Nord et du Pas de Calais.

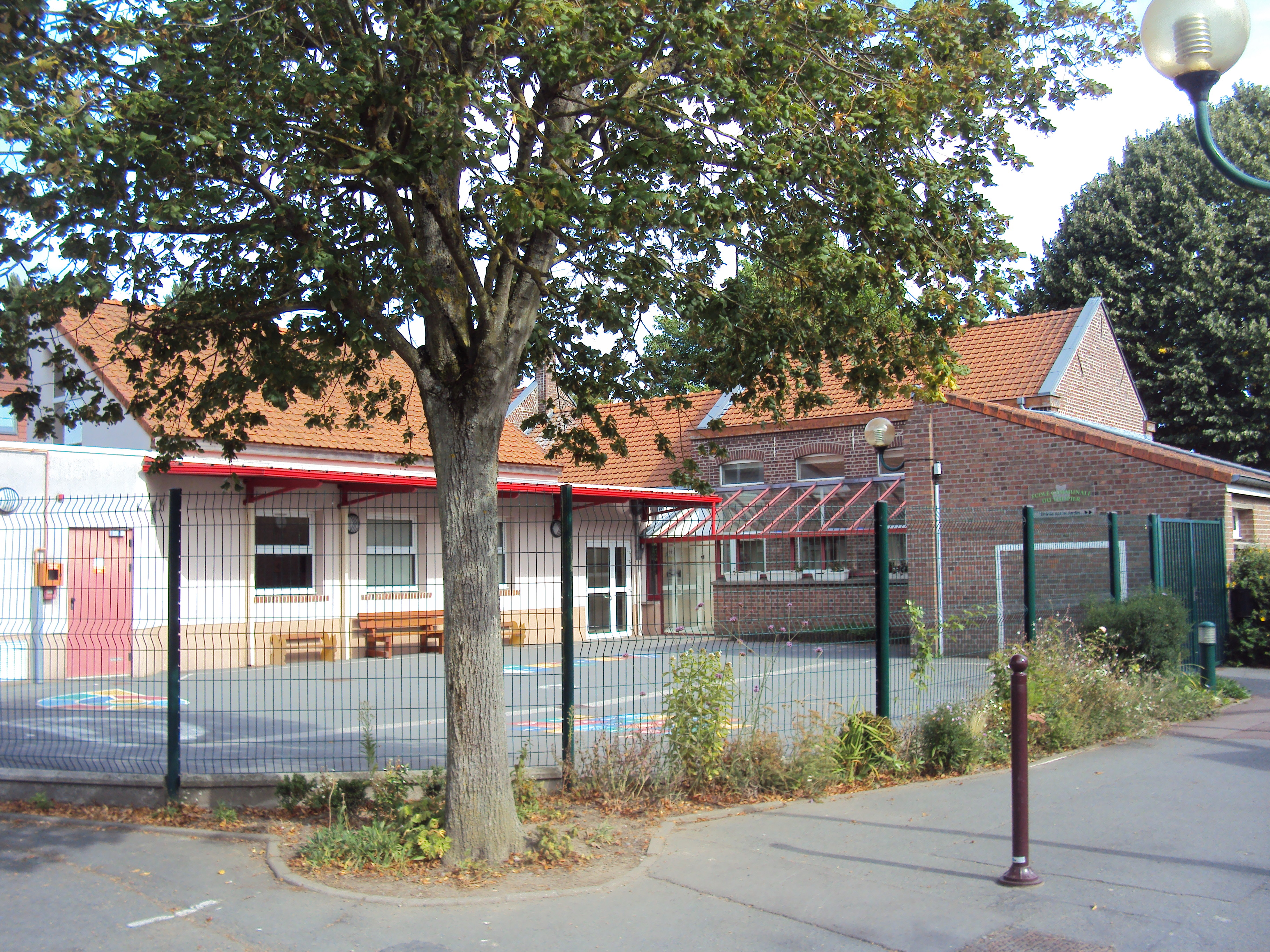
École du Tulipier
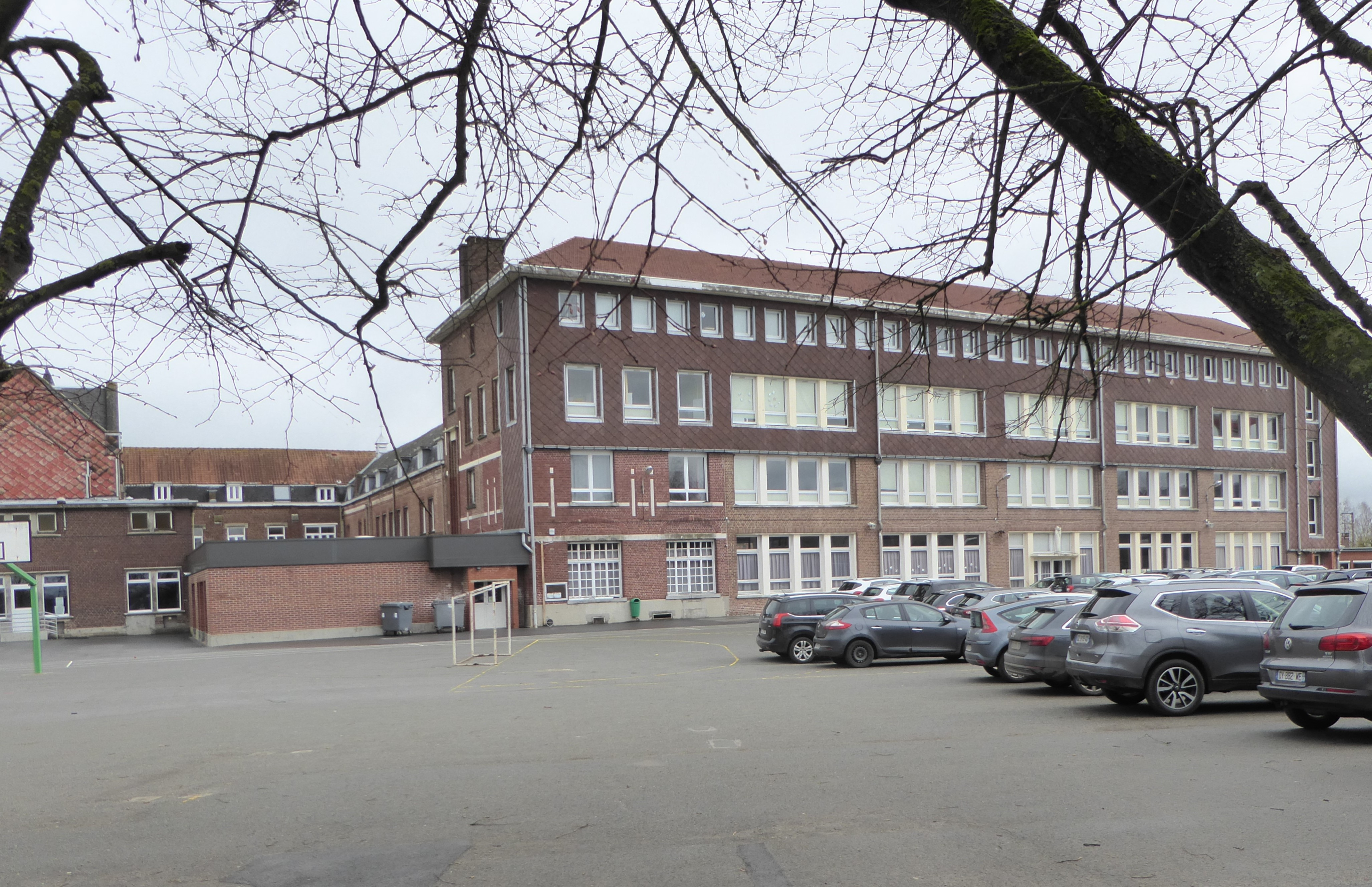
Institution Sainte Marie (bâtiment des 6ème)
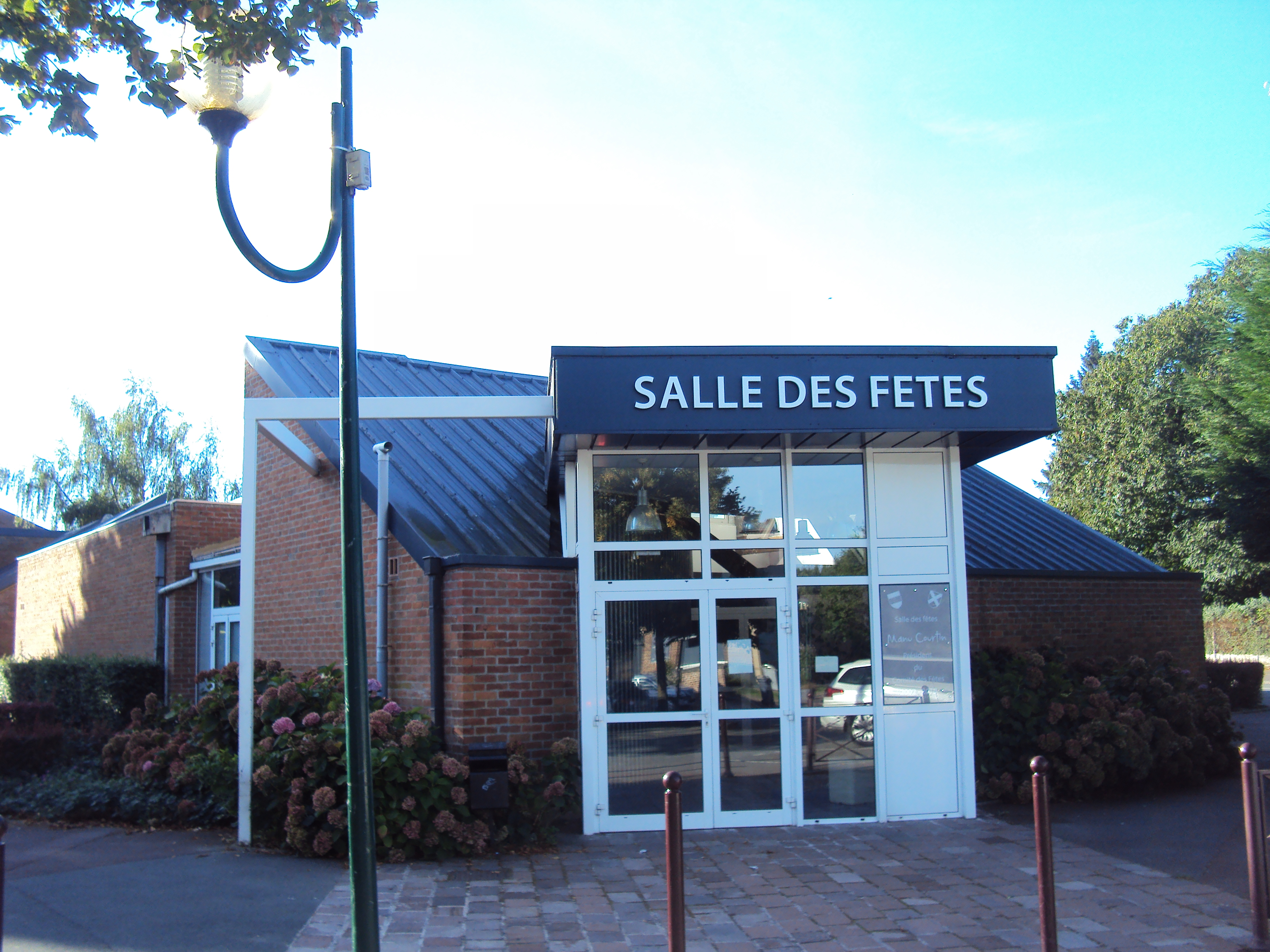
Salle des fêtes Manu-Courtin

## Population et société

### Démographie

#### Évolution démographique
L'évolution du nombre d'habitants est connue à travers les recensements de la population effectués dans la commune depuis 1793. Pour les communes de moins de 10 000 habitants, une enquête de recensement portant sur toute la population est réalisée tous les cinq ans, les populations de référence des années intermédiaires étant quant à elles estimées par interpolation ou extrapolation. Pour la commune, le premier recensement exhaustif entrant dans le cadre du nouveau dispositif a été réalisé en 2007.

En 2022, la commune comptait 845 habitants, en évolution de −1,4 % par rapport à 2016 (Nord : +0,51 %, France hors Mayotte : +2,11 %).
| 1793 | 1800 | 1806 | 1821 | 1831 | 1836 | 1841 | 1846 | 1851 |
| ---- | ---- | ---- | ---- | ---- | ---- | ---- | ---- | ---- |
| 770  | 671  | 715  | 711  | 754  | 766  | 778  | 750  | 762  |

| 1856 | 1861 | 1866  | 1872  | 1876  | 1881  | 1886  | 1891  | 1896  |
| ---- | ---- | ----- | ----- | ----- | ----- | ----- | ----- | ----- |
| 883  | 964  | 1 015 | 1 010 | 1 121 | 1 141 | 1 225 | 1 165 | 1 144 |

| 1901  | 1906 | 1911 | 1921 | 1926 | 1931 | 1936 | 1946 | 1954 |
| ----- | ---- | ---- | ---- | ---- | ---- | ---- | ---- | ---- |
| 1 052 | 680  | 658  | 430  | 526  | 946  | 992  | 864  | 990  |

| 1962 | 1968 | 1975 | 1982 | 1990 | 1999 | 2006 | 2007 | 2012 |
| ---- | ---- | ---- | ---- | ---- | ---- | ---- | ---- | ---- |
| 666  | 697  | 676  | 699  | 857  | 914  | 912  | 904  | 877  |

| 2017 | 2022 | - | - | - | - | - | - | - |
| ---- | ---- | - | - | - | - | - | - | - |
| 856  | 845  | - | - | - | - | - | - | - |

#### Pyramide des âges
La population de la commune est relativement jeune.
En 2018, le taux de personnes d'un âge inférieur à 30 ans s'élève à 36,3 %, soit en dessous de la moyenne départementale (39,5 %). À l'inverse, le taux de personnes d'âge supérieur à 60 ans est de 23,4 % la même année, alors qu'il est de 22,5 % au niveau départemental.
En 2018, la commune comptait 424 hommes pour 427 femmes, soit un taux de 50,18 % de femmes, légèrement inférieur au taux départemental (51,77 %).
Les pyramides des âges de la commune et du département s'établissent comme suit.
| Hommes | Classe d’âge | Femmes |
| ------ | ------------ | ------ |
| 1,0    | 90 ou +      | 0,7    |
| 7,6    | 75-89 ans    | 5,7    |
| 14,7   | 60-74 ans    | 17,1   |
| 23,7   | 45-59 ans    | 24,1   |
| 15,7   | 30-44 ans    | 17,1   |
| 19,7   | 15-29 ans    | 18,0   |
| 17,6   | 0-14 ans     | 17,3   |

| Hommes | Classe d’âge | Femmes |
| ------ | ------------ | ------ |
| 0,5    | 90 ou +      | 1,4    |
| 5,3    | 75-89 ans    | 8,1    |
| 14,8   | 60-74 ans    | 16,2   |
| 19,1   | 45-59 ans    | 18,4   |
| 19,5   | 30-44 ans    | 18,7   |
| 20,7   | 15-29 ans    | 19,1   |
| 20,2   | 0-14 ans     | 18     |

### Média
- L'Élan[33] le webzine de Beaucamps-Ligny pour suivre l'actualité du village :

## Culture locale et patrimoine

### Lieux et monuments
- L'église Saint-Pierre. Elle contient notamment une statue en bois de chêne du XVIe siècle représentant saint Michel terrassant le dragon (classée MH en 1935).
- Cimetière militaire allemand, où reposent les corps de 2 628 soldats de la Première Guerre mondiale

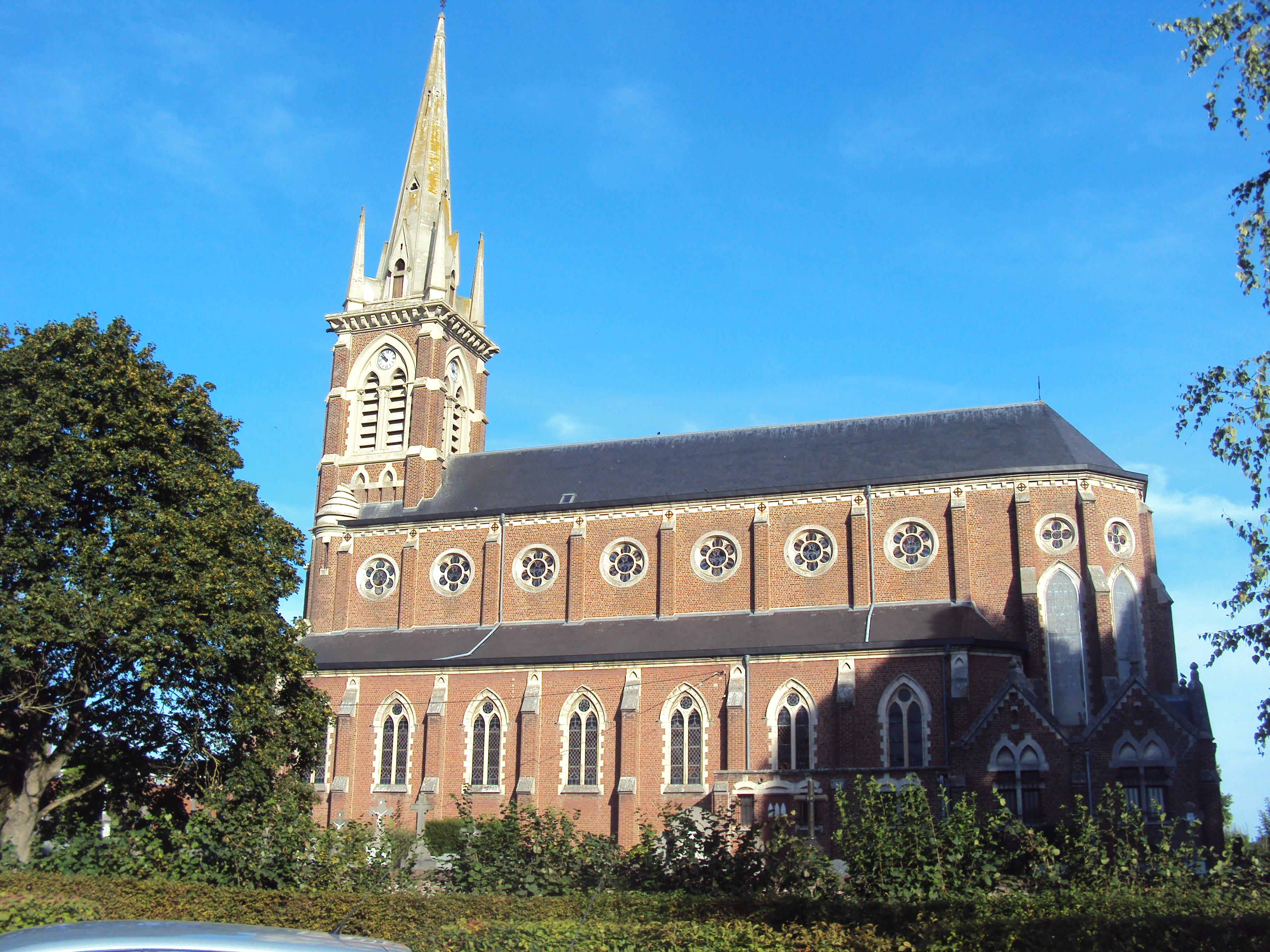
L'église Saint-Pierre de Beaucamps-Ligny
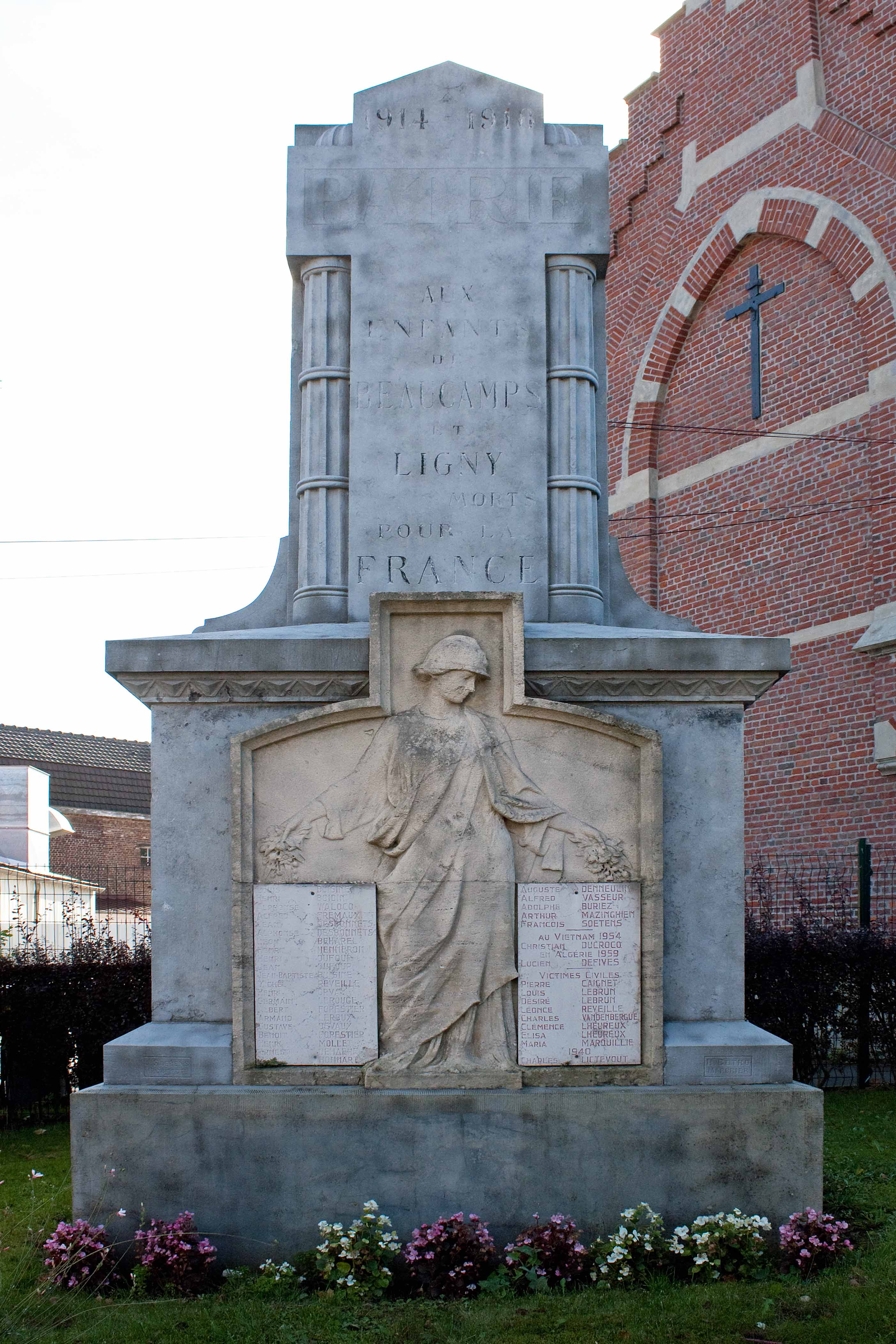
Le monument aux morts
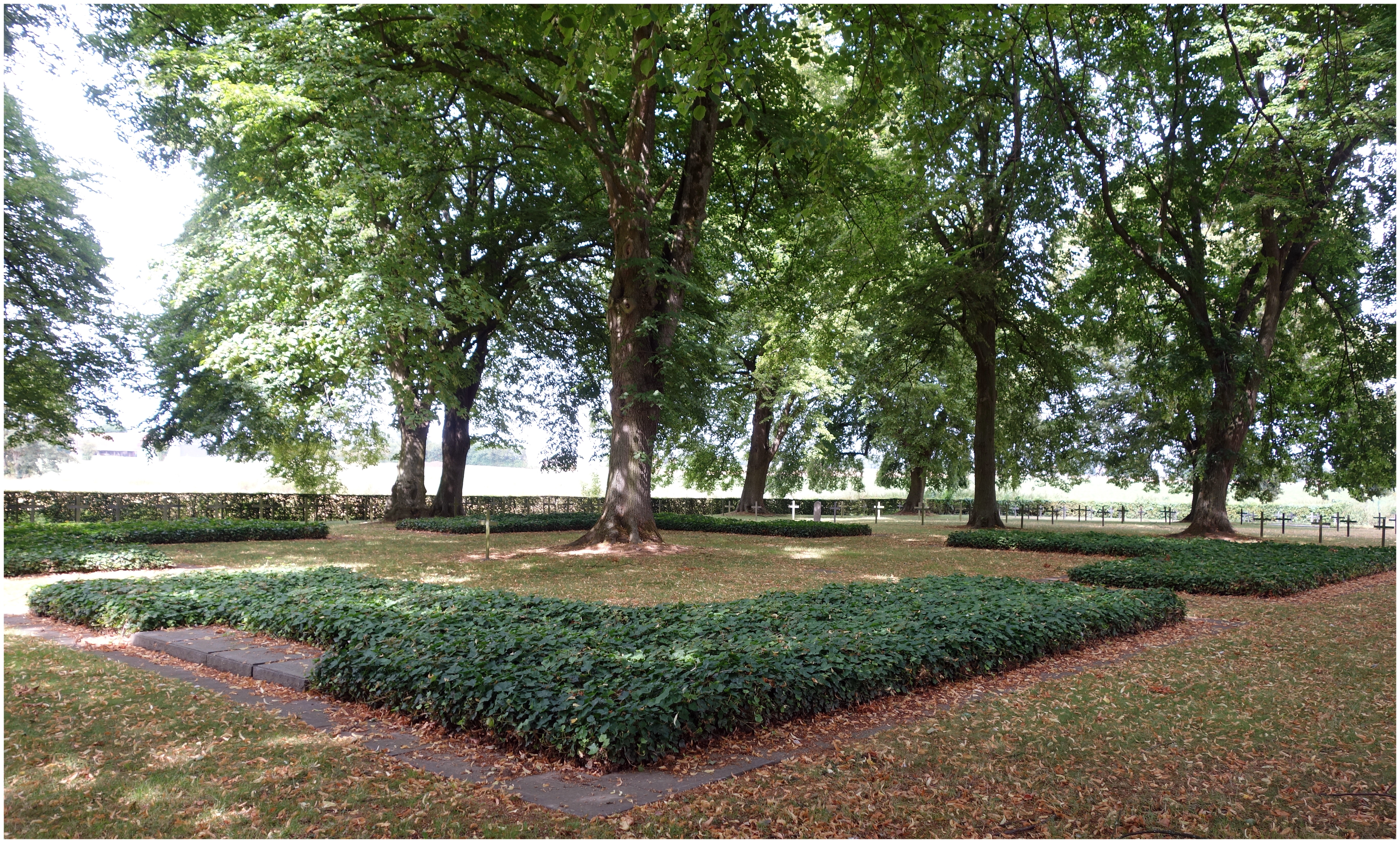
Cimetière militaire allemand.
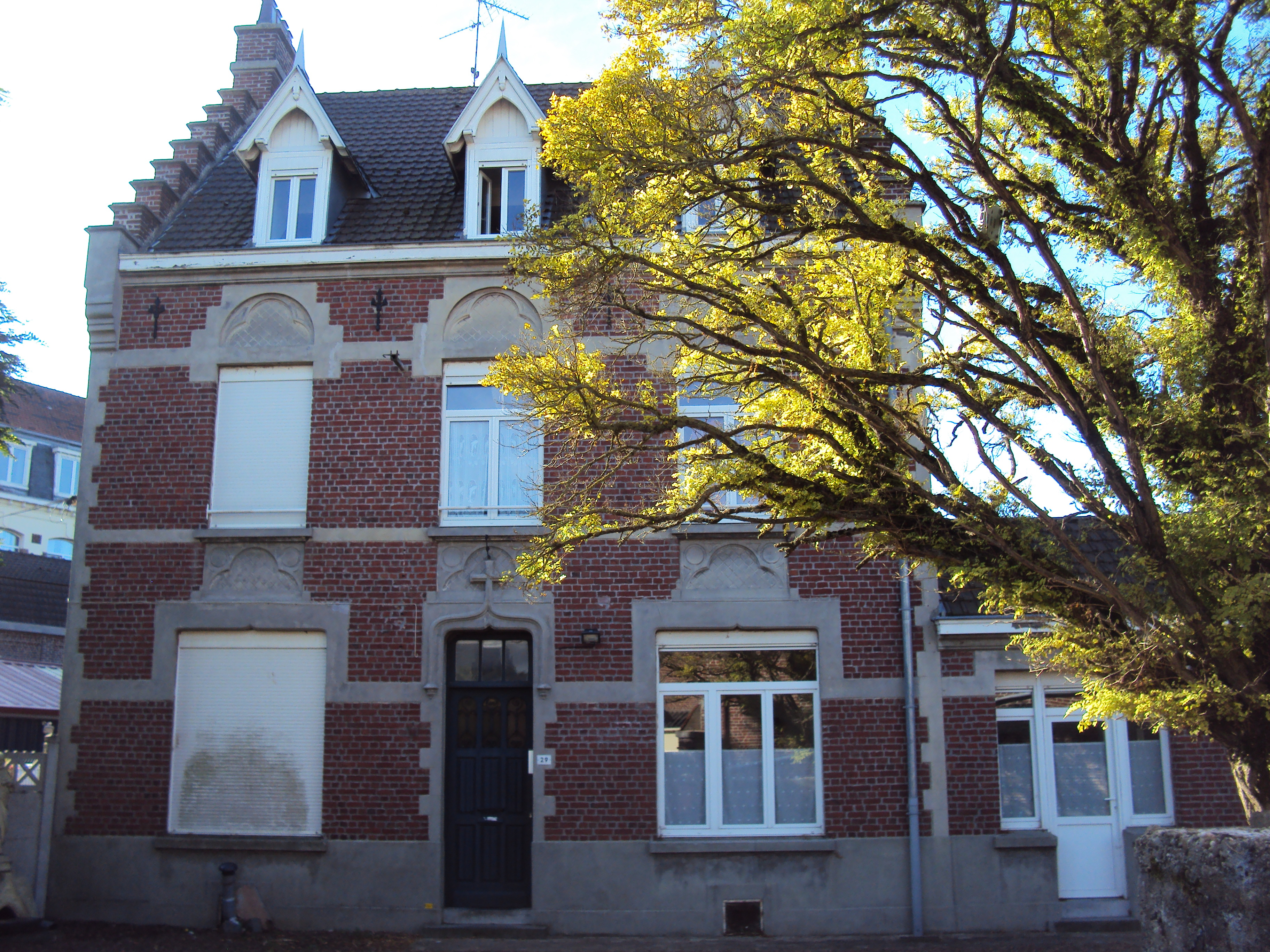
Le presbytère
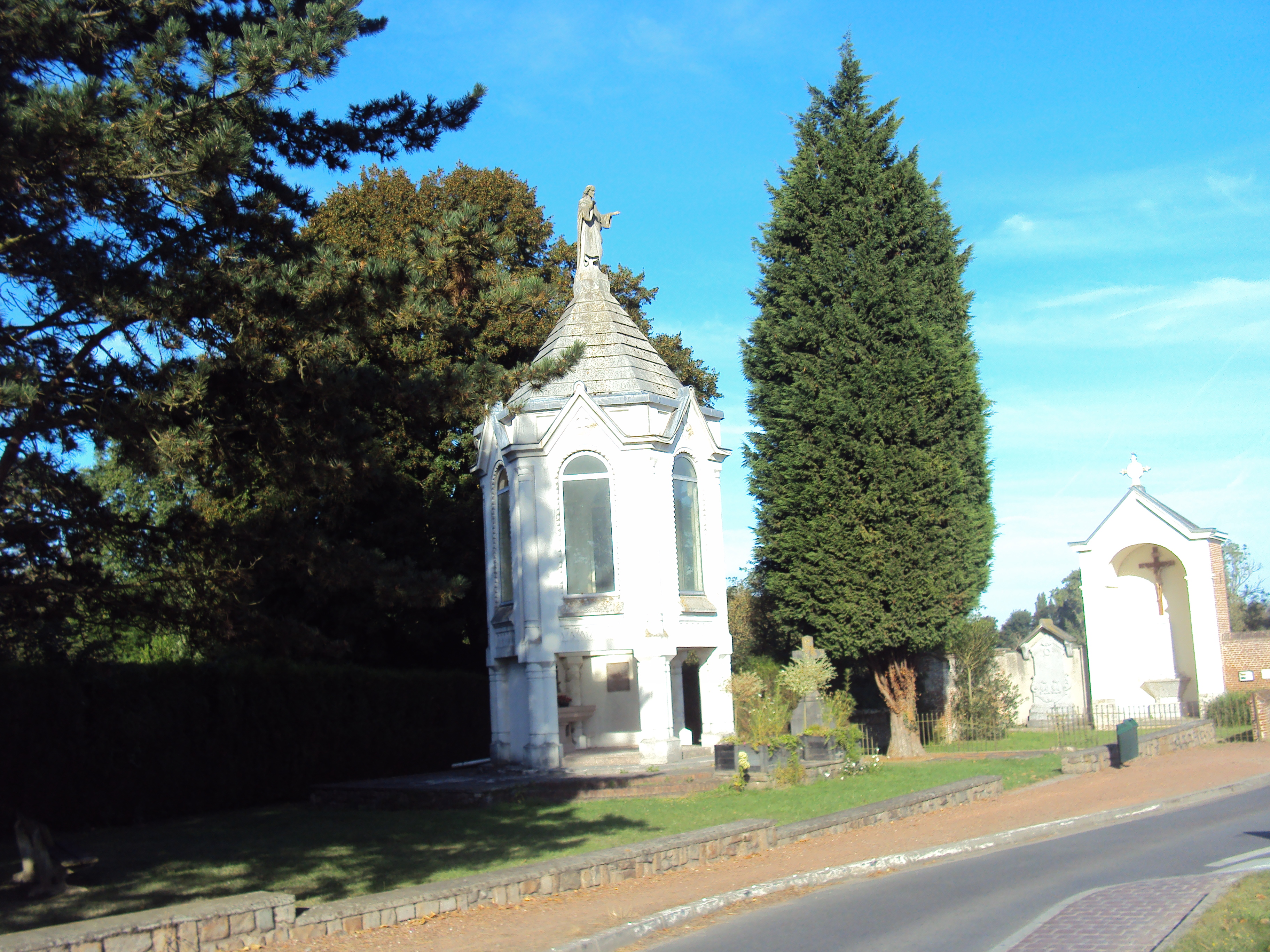
Chapelle de Ligny

### Personnalités liées à la commune
- Le nom de certains seigneurs et châtellains nous est parvenu[réf. nécessaire] : 
  - À la Révolution française,  la famille de Flandres est seigneur de Radinghem et de Beaucamps, et la famille Lefebvre de Lattre l'est pour Ligny et La Fresnoye.
  - Le château de Ligny a été la possession des familles de Ligny, de Brimeu, Guillebaut, d'Oignies, Le Sauvage, de Mol, d'Hangouart puis passe par les épouses à  la famille Lefebvre de Lattre, dont les membres sont les derniers seigneurs de la vicomté de Ligny de la fin du XVIIe siècle à 1808. 
Marie-Alexandre-Joseph Lefebvre de Lattre, possède à cette date 95% du village de Ligny et prend part à l'assemblée de la noblesse des bailliages de Lille et d'Arras, tenues  mars 1789, pour l'élection des députés aux Etats-Généraux. 
Premier maire de Ligny en 1791, il émigre à Saint-Denis (Pays-Bas autrichiens). Rentré d'émigration, il est à nouveau nommé maire de Ligny de 1800 à 1809. Resté royaliste sous l'Empire, il héberge, en juillet 1804, dans sa résidence de Reims, le célèbre chevalier Alexandre Gonsse de Rougeville, qui avait lors du  complot de l'œillet tenté de sauver la reine Marie-Antoinette de la prison du Temple et est plus connu dans l'Histoire sous le nom du Chevalier de Maison-Rouge. 
En 1809, le château subit un grave incendie détruisant la façade avant. Ruiné, Marie-Alexandre-Joseph, vend le château et donne sa démission.
  - Marie Louis Ignace Cardon de Garsignies lui succéde comme maire et châtelain. Cette famille restaure le château et le conserve jusqu'en 1892.
  - Hubert d'Espaigne, marquis de Venevelles qui épouse Marie-Bibiane Cardon de Garsignies, propriétaire du château par ce mariage, est également maire et conserve le château  jusqu'à la fin de la première guerre mondiale.

### Héraldique
| Blason de Beaucamps-Ligny | Blason  | De sinople à la fasce d'hermines.                |
| Blason de Beaucamps-Ligny | Détails | Le statut officiel du blason reste à déterminer. |

## Pour approfondir